# The Rolling Stone Album Guide
The Rolling Stone Album Guide, anteriormente conocido como The Rolling Stone Record Guide, es un libro que contiene reseñas profesionales de álbumes y artistas escritas por miembros de la revista Rolling Stone. Su primera edición fue publicada en 1979 y la última en el 2004. La guía puede consultarse en la base de datos musical Rate Your Music.
El libro está dividido en secciones por género musical y contiene la lista de artistas y bandas en orden alfabético. Los álbumes también son mencionados en orden alfabético .